# Rosalie Sjöman
Rosalie Sofie Sjöman (nacida Hammarqvist, 16 de octubre de 1833, Kalmar, Suecia – 1919, Estocolmo, Suecia) fue una fotógrafa pionera sueca. Desde mediados de la década de 1860, se convirtió en una de las retratistas de fotografía más respetadas de Estocolmo.

## Biografía
Sjöman era la hija de John Peter Hammarqvist, un capitán de un barco mercante. A los 22 años se casó con el Capitán Sven Sjöman, 15 años mayor que ella. Después de mudarse a Estocolmo en 1857, la pareja tuvo dos hijos y una hija. Cuando su marido murió de alcoholismo en 1864, ella trabajó como ayudante del fotógrafo Carl Johan Malmberg, quien había establecido uno de los primeros estudios fotográficos de la ciudad en 1859. Posteriormente se hizo cargo del estudio y trabajó en él con su propio nombre.

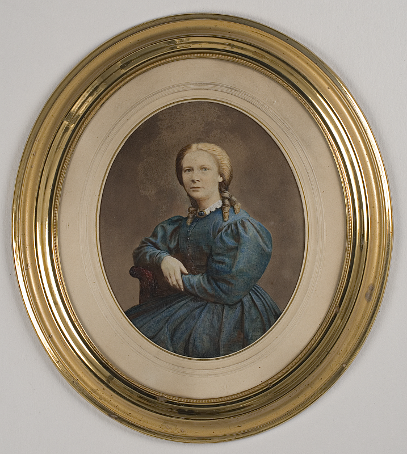
Rosalie Sjöman, autorretrato c.1875

Sjöman se ganó en seguida la reputación como una de las mejores fotógrafas retratistas de Estocolmo. Finalmente contrató a un equipo de unos diez ayudantes y abrió estudios en Kalmar, Halmstad y Vaxholm. Estaba familiarizada con las técnicas más avanzadas y recubría sus imágenes con una fina película de colodión para obtener un efecto luminoso. También realizó retratos coloreados con tinte, varios de los cuales pueden verse en el museo nórdico de Estocolmo.  Artur Hazelius compró 26 de sus trabajos para su colección en 1877, cuatro años después de que fundara el museo. Ejemplos de sus retratos también pueden ser vistos en la Biblioteca Nacional de Suecia.
En 1875, se casó con el fotógrafo Gustaf Fredrik Diehl que había trabajado en Vyborg (Finlandia). Después de dar a luz a un tercer hijo y una segunda hija, en 1881 se mudó con sus cinco niños a una propiedad nueva de Regeringsgatan donde abrió un estudio nuevo, separada de Diehl. A principios de la década de 1880, realizó su retrato más célebre, una fotografía de su hija Alma rodeada por rosas. Continuó con su estudio en Regeringsgatan hasta 1905.
Sjöman murió en Estocolmo en 1919, a la edad de 86 años. Es recordada como una de las fotógrafas profesionales pioneras de Suecia junto con Emma Schenson en Uppsala, Hilda Sjölin en Malmö y Wilhelmina Lagerholm en Örebro.